# Kim Kyung-ju
Kim Kyeong-ju (en hangeul : 김경주) est un poète sud-coréen né le 14 juillet 1976 à Gwangju dans le Jeolla du Sud.

## Biographie
Kim Kyeong-ju est né à Gwangju dans la province de Jeollanam-do le 14 juillet 1976. Il a étudié la philosophie à l'université Sogang. Il fait ses débuts littéraires en 2003 à travers le concours littéraire du printemps organisé par le journal Seoul Shinmun. Auteur de poèmes classiques à ses débuts, il a diversifié ses activités vers le théâtre, la performance, la musique et les films indépendants. Son premier recueil de poésie Je suis une saison qui n'existe pas dans ce monde (Na-neun i sesang-e eomneun gyejeorida) a été publié en 2006 et vendu par dizaine de milliers d'exemplaires en Corée du Sud.

## Œuvre
Les poèmes de Kim Kyeong-ju mettent en scène le plus souvent un narrateur qui voyage et vagabonde de place en place sans s'arrêter. Tel un nomade, le narrateur refuse de s'installer dans un endroit et se plaît à explorer les limites de la liberté. L'auteur cherche à remettre la poésie sur le devant de la scène dans un monde où la poésie est de moins en moins lue. Pour surmonter la crise que traverse la poésie, il mélange souvent ses créations poétiques avec d'autres formes d'art, comme pendant ses expositions ou pendant ses lectures de poésie en public. Il participe également à l'organisation de festivals de littérature pour favoriser la médiation entre les lecteurs et les jeunes poètes. Son premier recueil Je suis une saison qui n'existe pas dans ce monde (Na-neun i sesang-e eomneun gyejeorida) a été traduit en anglais. 

## Distinctions
- 2009 : Prix Kim Soo-young pour Consoler les yeux du décalage horaire[3],[4]
- 2009 : Prix du Jeune artiste d'aujourd'hui, section littérature[4]